# Ambohidratrimo (stad)
Ambohidratrimo (Malagassisch: 'heuvel van Rabiby') is een stad in Madagaskar, gelegen in de regio Analamanga. 

## Geschiedenis
Ambohidratrimo was de hoofdstad van het Koninkrijk Imerina tijdens de regering van Ralambo (1575–1610). De stad is vernoemd naar Rabiby, de grootvader van Ralambo en een beroemd astroloog in zijn tijd. Ralambo en Rabiby liggen beide begraven in de Rova van Ambohidrabiby.
Tot 1 oktober 2009 lag Ambohidratrimo in de provincie Antananarivo. Deze werd echter opgeheven en vervangen door de regio Analamanga. Tijdens deze wijziging werden alle  autonome provincies  opgeheven en vervangen door de in totaal 22 regio's van Madagaskar.